# رضي الدين ابن الحنبلي
رضي الدين محمد بن ابراهيم بن يوسف الحنبلي الحلبي الرَّبَعي التاذِفي المعروف بـابن الحنبلي (1502 - 28 ديسمبر 1563) (908 - 13 جمادى الأولى 971) عالم مسلم شامي من أهل القرن السادس عشر الميلادي/ العاشر الهجري. من علماء حلب، مولده ووفاته فيها. كان موَرّخاً وفقيهاً حنفياً، مشاركاً في الهيئة والحساب والاَدب وغير ذلك من علوم عصره. وصنّف نيفاً وخمسين كتاباً وله أشعار. توفي عن عمر ناهز 61 عاماً. 

## مؤلفاته
رضي الدين بن الحنبلي مصنفٌ مُکثرٌ، له:
- الآثار الرفيعة في مآثر بني ربيعة
- أحكام الأشعار
- أُنموذج العلوم لذوي البصائر والفُهوم
- أنوار الملك على شرح المنار لابن الملك، في الأصول
- بحر العَوّامِ فيما أصاب فيه العَوامُّ
- تأهيل من خَطَبَ في ترتيب الصّحابةِ في الخُطَب
- تحفة الأفاضل في صناعة الفاضل، في الإنشاء
- تذكرةُ من نسي بالوسط الهندسي
- تَرويَةُ الظامي بتَبرئة الجامي
- التعريف على تغليظ التطريف
- تعليقة على تفسير البيضاوي
- تلميظ الشّهد لأهل الحدۀ والعقد، شرح واحدٍ وعشرين بيتًا  كان قد نظمها على لسان شيخه عبد اللطيف الجامي
- الجواري المُنشآت في الجواري المنشآت
- حاشية على شرح اللبّ، في علم الأصول
- حاشية على وقاية الرِّواية في مساهئل الهِداية، في الفقه
- حدائق أحداق الأزهار ومصابيح أنوار الأنوار، في مدح العدد «عَشرِةٍ»، برسم السلطان سليمان القانوني، وهو العاشرُ في سلسلة سلاطين بني عثمان
- الحدائق الأُنسية في كشف الحقائق الأندلسيّة، في علم العروض
- حُورُ الخِيام وعَذارى ذَوي الهُيام في رؤية خيرِ الأنام في اليَقَظة والأنام
- دُرّ الحَبَب في تاريخ حلب
- الدُّرر الساطعةُ في الأدوية القاطعة
- ديوان أشعاره
- ذخيرة المَمات في القول بتلقين من مات
- ربط الشوارد في حلّ الشواهد
- رسالة تشتمل على جملة من يهواه السامع لِقصدِ تَشنيف المسامع
- رسالة في الأحاجي والألغاز
- رسالة في عشرين بحثاً في عشرين مسألة، ألّفها برسم السلطان سليمان القانوني
- الروائح العُوديّة في المدائح المسعوديّة
- روضة الأفراح علی السراجيّة
- زُبالة السِّراج على رسالة السراح، حاشيةٌ على «فرائض» السّنجاوندي
- الزُّبد والضِّرَب في تارخ حلب، مختصر من تاريخ ابن العديم
- سهل الألحاظ في وهم الألفاظ
- سَوابغُ النوابغ، شرح على نوابغ الكلم للزمخشري
- الشّراب النّيلي في ولاية الجيلي
- شرح إيساغوجي، في المدخل إلى المنطق
- شرح حِكَم ابن عطاء الله الإسكندري
- شرح القصيدة الميميّة للمولى أبو السعود العمادي
- شرح اللُّباب
- شرح المُقَلتين في حُكم القُلّتين
- شرح منازل السائرين، في التصوف
- شرح نوابغ الكِلَم
- شقائق الأكَم من دقائق الحِكَم
- ظلُّ العَريش في مَنع حِلِّ البِنجُ والحشيش
- عُدّةُ الحاسب وعُمدة المُحاسب
- غمز العين إلى كنز العين
- فتح العين عن الإسم غير أو عين
- الفرع الأثيث في الحديث
- الفوائد السريّة في شرح المقدّمة الجَزَريّة
- قَفوُ الأثر في صَفوِ عِلمِ الأثرِ، في الحديث
- القولُ القاسم للقاسمي قاسم
- كُحل العُيون النُّجل في حَلّ مسألة الكُحل
- الكنزُ المُظهَرُ في علمِ المُضمَر
- كنز من حاجى وعَمّى في الأحاجي والمُعمّى، رجزٌ
- مجموع عشر قصائد في مدح السطان سليمان القانوني، كل قصيدةٍ عشرة أبيات
- مخايِل الملاحةِ في مسائل المِساحة
- مرتَعُ الظِّبا ومربع ذوي الصِّبا
- مرشدة الطالب إلى أسنى المطالب لابن الهائم المقدسي
- مستوجبة التشريف بتوضيح شرح التصريف
- مصابيح أرباب الرِّياسة ومفاتيح أبواب الكِياسة، دليلٌ عملي للحاسبين
- مصباح الدُّجى في حرف الرجا
- المعطور العُوديّ على النِّظام المسعودي
- مُغني الحبيب عن مُغني اللّبيب
- نجوم المُريد ورُجوم المَريد